# Filumenia

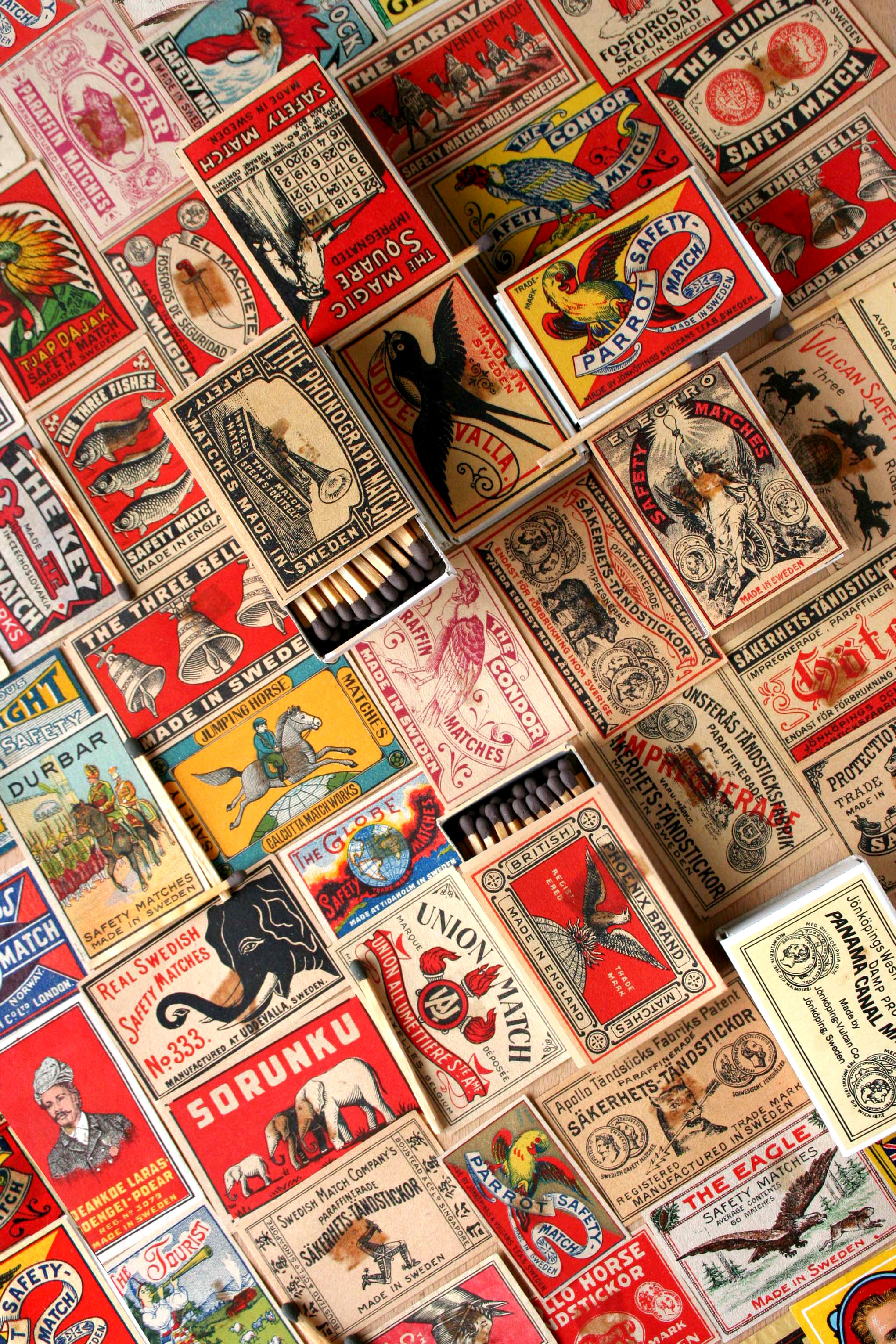
Colección de cajas de fósforos

La filumenia (también conocido como filumenismo) es el hobby de coleccionar artículos relacionados con las cerillas o fósforos, cajas de cerillas o fósforos, etc.

## Etimología
La palabra, derivada del griego phil- [amoroso] + latín lumen- [luz], fue presentada por la coleccionista británica Marjorie S. Evans en 1943 (quien más tarde se convirtió en presidenta de la British Matchbox Label & Booklet Society, ahora conocida como la British Matchbox Label and Bookmatch Society). Una persona que se dedica a la filumenia es un o una filumenista.

## Filumenia en el mundo

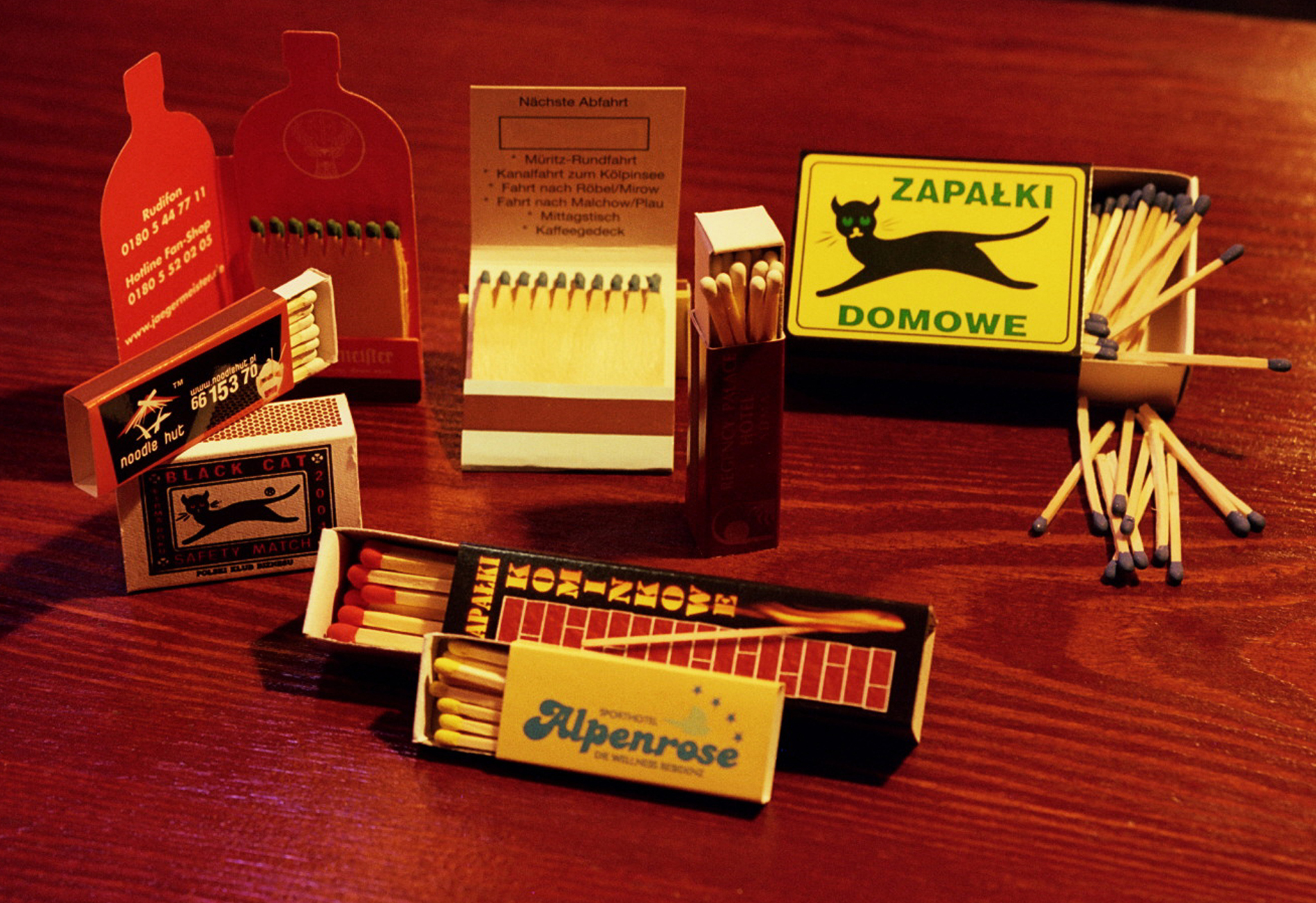
Cerillas polacas de la fábrica de Częstochowa

La colección de cajas de fósforos surgió al mismo tiempo que los fósforos en sí mismos. En algunas colecciones es posible encontrar cajas de fósforos químicos, producidos entre 1810 y 1815, mucho antes de que llegaran los fósforos modernos. Muy a menudo, las personas que viajaron al extranjero trajeron recuerdos en forma de cajas de fósforos. Después de la Segunda Guerra Mundial, muchas fábricas de fósforos trabajaron estrechamente con filumenistas locales y emitieron colecciones especiales no publicitarias. El hobby se extendió principalmente desde los años 60 hasta los 80. La introducción de las cajas voluminosas y con peor calidad de imagen, además de los cambios sociales, hicieron que este pasatiempo se perdiera con el tiempo.

## Filumenistas notables
En Japón, Teiichi Yoshizawa estuvo listado en el Libro Guiness de los récords como el filumenista más importante del mundo. En Portugal, José Manuel Pereira publicó una serie de álbumes para catalogar las cajas de fósforos y lo llamó "Phillalbum".